# Нокс, Джон
Джон Нокс (англ. John Knox; около 1514, Хаддингтон, Шотландия — 24 ноября 1572[…], Эдинбург, Шотландия) — шотландский священнослужитель, богослов и писатель, лидер Реформации в Шотландии. Основатель пресвитерианской церкви Шотландии.
Нокс родился на улице Гиффордгейте, Хаддингтон, Восточный Лотиан. Считается, что он получил образование в университете Сент-Эндрюс, после окончания которого работал нотариусом-священником. Под влиянием ранних церковных реформаторов, таких как Джордж Уишарт, он присоединился к движению за реформирование шотландской церкви. Нокс был участником многих церковных и политических событий, таких как убийство кардинала Дэвида Битона в 1546 году и прекращение регентства Марии де Гиз. В 1547 году он был взят в плен французскими войсками и сослан в Англию после освобождения в 1549 году.
После изгнания из Франции Нокс получил приглашение на должность в англиканской церкви, где он быстро продвинулся до капеллана короля Эдуарда VI. Участвовал в составлении «Книги общих молитв». В Англии он женился на своей первой жене Марджери Боуз. Когда Мария I взошла на престол и восстановила католицизм, Нокс был вынужден уйти в отставку и покинуть страну. Он переехал в Женеву, затем во Франкфурт. В Женеве он встретил Жана Кальвина, у которого он обучался реформатскому богословию и получил ценный опыт церковного управления пресвитерианского типа. Позже он принёс этот порядок на родину, и в конечном итоге он был принят реформированной церковью Шотландии. Он уехал из Женевы, чтобы возглавить церковь английских беженцев во Франкфурте, но был вынужден уйти из-за разногласий относительно литургии, тем самым положив конец своей связи с Англиканской церковью.
По возвращении в Шотландию Нокс возглавил протестантскую Реформацию, сотрудничая с шотландской протестантской знатью. Это движение можно рассматривать как революцию, поскольку оно привело к изгнанию Марии де Гиз, которая управляла страной от имени своей маленькой дочери Марии, королевы Шотландии. Нокс помог написать новое исповедание веры и церковный порядок для недавно созданной реформированной церкви Шотландии. Он был лидером протестантского движения на протяжении всего правления Марии. Во время аудиенций с королевой Нокс упрекал её за поддержку католических практик. После того, как она была заключена в тюрьму за предполагаемую роль в убийстве своего мужа лорда Дарнли, и вместо неё на престол был возведен король Яков VI, Нокс открыто призвал к её казни. Он продолжал проповедническую деятельность вплоть до своей смерти в 1572 году.

## Биография

### Ранние годы (1505—1546)
Джон Нокс родился где-то между 1505 и 1515 годами в Хаддингтоне или его окрестностях, одном из главных городов округа Восточный Лодиан. Его отец, Уильям Нокс, был купцом. Все, что известно о его матери, — это то, что её девичья фамилия была Синклер и что она умерла, когда Джон Нокс был ребёнком. Их старший сын, Уильям, продолжал дело своего отца, что помогло Ноксу в международных коммуникациях.
Нокс, вероятно, получил образование в средней школе в Хаддингтоне. В то время священство было единственным путем для тех, у кого были академические, а не коммерческие или сельскохозяйственные наклонности. Он продолжил учёбу в Университете Сент-Эндрюс или, возможно, в Университете Глазго. Учился Нокс у Джона Мейджора, одного из величайших ученых того времени. Нокс был рукоположён на должность католического священника в Эдинбурге в канун Пасхи 1536 года Уильямом Чизхолмом, епископом Данблейна.
Впервые Нокс появляется в официальных записях как священник и нотариус в 1540 году. Нокс все ещё находился в этой должности в 1543 году, когда он описал себя как «служитель священного алтаря в епархии Сент-Эндрюс, нотариус апостольской властью в нотариальном акте от 27 марта». Вместо того чтобы выполнять свои обязанности в приходе, он стал наставником двух сыновей Хью Дугласа Лонгниддри. Он также обучал сына Джона Кокберна из Ормистона. Оба этих лорда были сторонниками идей Реформации.

### Принятие идей протестантской Реформации, (1546—1547)

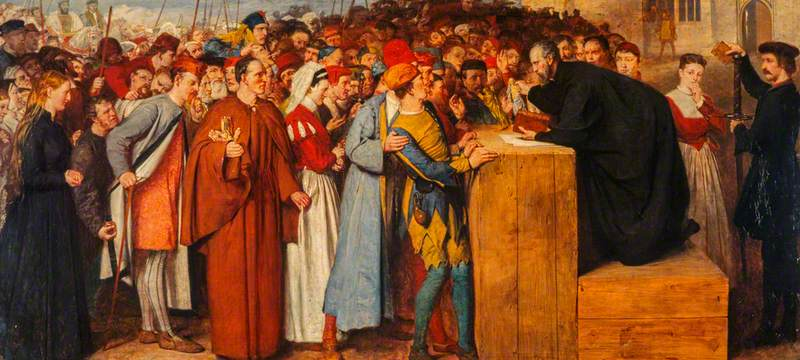
Уишарт проповедует против Мариолатрия. За его спиной стоит Нокс.

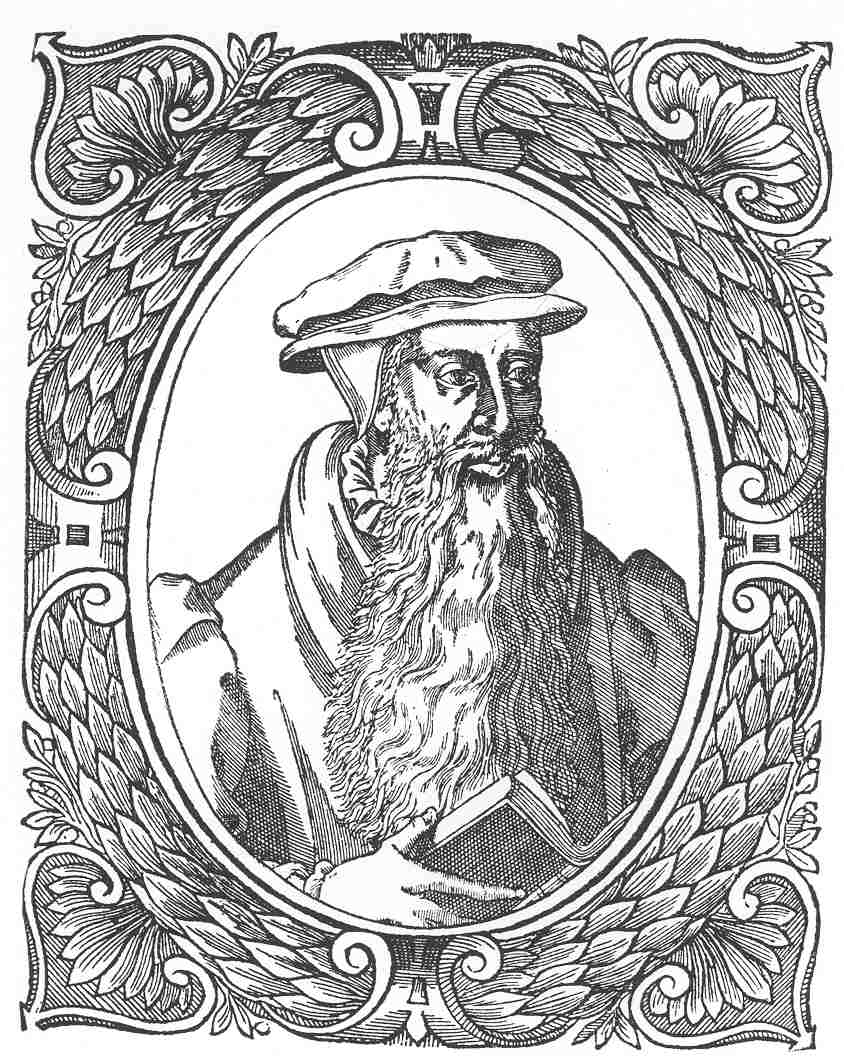
Портрет Нокса, сделанный Теодором Безой в Icones

Нокс не записал, когда и как он был обращен в протестантскую веру, но, возможно, ключевые влияние на Нокса оказали Патрик Гамильтон и Джордж Уишарт. Уишарт был реформатором, который бежал из Шотландии в 1538 году, чтобы избежать наказания за ересь. Сначала он переехал в Англию, где в Бристоле проповедовал против почитания Девы Марии. Его заставили публично отречься, и его чучело сожгли в церкви Святого Николая в знак отречения. Затем он нашёл убежище в Германии и Швейцарии. Находясь на континенте, он перевел Первое Гельветское исповедание на английский язык. Уишарт вернулся в Шотландию в 1544 году, но время его возвращения было не совсем удачным. В декабре 1543 года Джеймс Гамильтон, герцог Шательро, назначенный регентом новорожденной Марии, королевы Шотландии, вместе с королевой-матерью Марией де Гиз и кардиналом Дэвидом Битоном решил преследовать протестантскую веру, укоренившуюся в Шотландии. Уишарт путешествовал по Шотландии, проповедуя идеи Реформации, и когда он прибыл в Восточный Лотиан, Нокс стал одним из его ближайших соратников. Также он стал его добровольным телохранителем, ходя с двуручным мечом. В декабре 1545 года Уишарт был схвачен по приказу Битона графом Ботвеллом и доставлен в замок Сент-Эндрюс. Нокс присутствовал в ночь ареста Уишарта и был готов последовать за ним в плен, но Уишарт убедил его отказаться от этого, сказав: «Нет, возвращайтесь к своим детям и да благословит вас Бог. Одного достаточно для жертвы». Уишарт был впоследствии судим по обвинениям архидиакона Джоном Лаудером, общественного обвинителя еретиков Битона. 1 марта 1546 года в присутствии Битона он был сожжен на костре.
Благодаря совету Уишарта Нокс избежал ареста лордом Ботвеллом и вернулся к работе частного преподавателя. Он укрылся с Дугласом в Лонгниддри. Несколько месяцев он преподавал сыновьям Дугласа и Кокберна, которые устали переезжать с места на место, спасаясь от преследований. Он подумывал сбежать в Германию и взять с собой учеников. В это время Битон в отместку за казнь Уишарта был убит в своей резиденции, замке Сент-Эндрюс, бандой из пяти человек. Это произошло 29 мая 1546 года. Убийцы захватили замок и вместе с семьями и друзьями укрылись там, всего около ста пятидесяти человек. Среди их друзей был Генри Балнавс, бывший госсекретарь правительства, который вел переговоры с Англией о финансовой поддержке повстанцев. Дуглас и Кокберн предложили Ноксу отвезти их сыновей в относительно безопасный замок Сент-Эндрюс, чтобы продолжить их обучение доктринам Реформации, и Нокс прибыл в замок 10 апреля 1547 года.
Проповедническая деятельность Нокса привлекла внимание капеллана гарнизона Джона Рафа. Пока Раф проповедовал в приходской церкви, он, по протестантскому принципу избрания пресвитеров, предложил общине Нокса на эту должность. Ноксу эта идея не понравилась. По его собственным словам, он расплакался и убежал в свою комнату. Однако через неделю он сказал собранию свою первую проповедь. Там присутствовал и его старый учитель Джон Мейджор. Он проповедовал на седьмую главу книги Даниила, сравнивая римского папу с антихристом. Его проповедь отличалась тем, что он считал Библию наивысшим авторитетом и излгал учене об оправдании только верой. Эти две идеи впоследствии красной нитью пройдут через всю его жизнь. Через несколько дней состоялся диспут, который позволили реформатору сформулировать дополнительные положения, включая отказ от мессы, чистилища и молитв за умерших.

### Заключение на французских галерах (1547—1549)
Капелланство Джона Нокса в гарнизоне замка продлилось недолго. В то время как Гамильтон был готов вести переговоры с Англией, чтобы она прекратила поддержку повстанцев и замок был возвращён под контроль шотландского правительства, Мария де Гиз решила, что его можно взять только силой, и попросила короля Франции Генриха II вмешаться. 29 июня 1547 года к Сент-Эндрюсу подошла 21 французская галера под командованием приора Капуи Леоне Строцци. Французы осадили замок и 31 июля вынудили гарнизон капитулировать. Протестантская знать и другие, включая Нокса, были взяты в плен и вынуждены стать гребцами на французских галерах. Рабы на галерах были прикованы цепями к скамьям и гребли, не меняя позы, в течение дня, в то время как офицер наблюдал за ними с кнутом в руке. Они отплыли во Францию и поднялись по Сене до Руана. Дворяне, некоторые из которых позже сильно повлияли на жизнь Нокса, такие как Уильям Киркалди и Генри Балнавс, были отправлены в различные замковые тюрьмы во Франции. Нокс и другие галерные рабы отправились в Нант и всю зиму оставались на Луаре. Им угрожали пытками, если они не проявят должного благоговения во время мессы на корабле. Нокс рассказал об инциденте, в котором один из заключённых — возможно, он сам, поскольку Нокс имел обыкновение рассказывать истории своей жизни от третьего лица, должен был проявить преданность изображению Девы Марии. Заключённому велели почтительно поцеловать его. Он отказался, а когда икона была поднесена к его лицу, заключённый схватил икону и бросил её в море, сказав: «Пусть теперь наша Госпожа спасет себя: она достаточно легкая: пусть научится плавать». После этого, по словам Нокса, шотландских заключённых больше не заставляли совершать такие обряды.
Летом 1548 года галеры вернулись в Шотландию для разведки и наблюдения за английскими кораблями. Из-за тягот заключения состояние здоровья Нокса было тяжёлым. Он был болен лихорадкой, и все на корабле опасались за его жизнь. Даже в этом состоянии, вспоминал Нокс, его ум оставался острым, и он утешал своих товарищей по заключению надеждой на освобождение. Пока корабли стояли у берега между Сент-Эндрюсом и Данди, перед глазами показались шпили приходской церкви, где он проповедовал. Джеймс Бальфур, товарищ по заключению, спросил Нокса, узнал ли он ориентир. Он ответил, что хорошо знает это место, узнаёт колокольню той церкви, где он впервые проповедовал, и заявил, что не умрёт, пока не скажет там снова проповедь.
В феврале 1549 года, проведя в общей сложности 19 месяцев в тюрьме и на галерах, Нокс был освобожден. Неясно, как он получил свободу  Позже в том же году Генрих II договорился с Эдуардом VI об освобождении всех оставшихся кастильских узников.

### Изгнание в Англию (1549—1554)
После освобождения Нокс укрылся в Англии. Реформация в Англии была менее радикальным движением, чем на континенте, но с Римом произошёл явный разрыв. Архиепископ Кентерберийский Томас Кранмер и регент короля Эдуарда VI, герцог Сомерсет, имели явно реформатские настроения. Несмотря на это, нужно было проделать ещё большую работу, чтобы донести идеи Реформации до духовенства и мирян. 7 апреля 1549 года Нокс получил приглашение на работу в англиканской церкви. Его первое назначение было в Берик-апон-Туид. Он был вынужден использовать недавно выпущенную «Книгу общих молитв», в которой сохранялась структура Сарумского обряда, при этом его содержание адаптировалось к доктрине реформированной англиканской церкви. Нокс, однако, изменил его использование в соответствии с доктринальными установками континентальных реформаторов. С кафедры он с большим эффектом проповедовал протестантские доктрины по мере роста его общины.

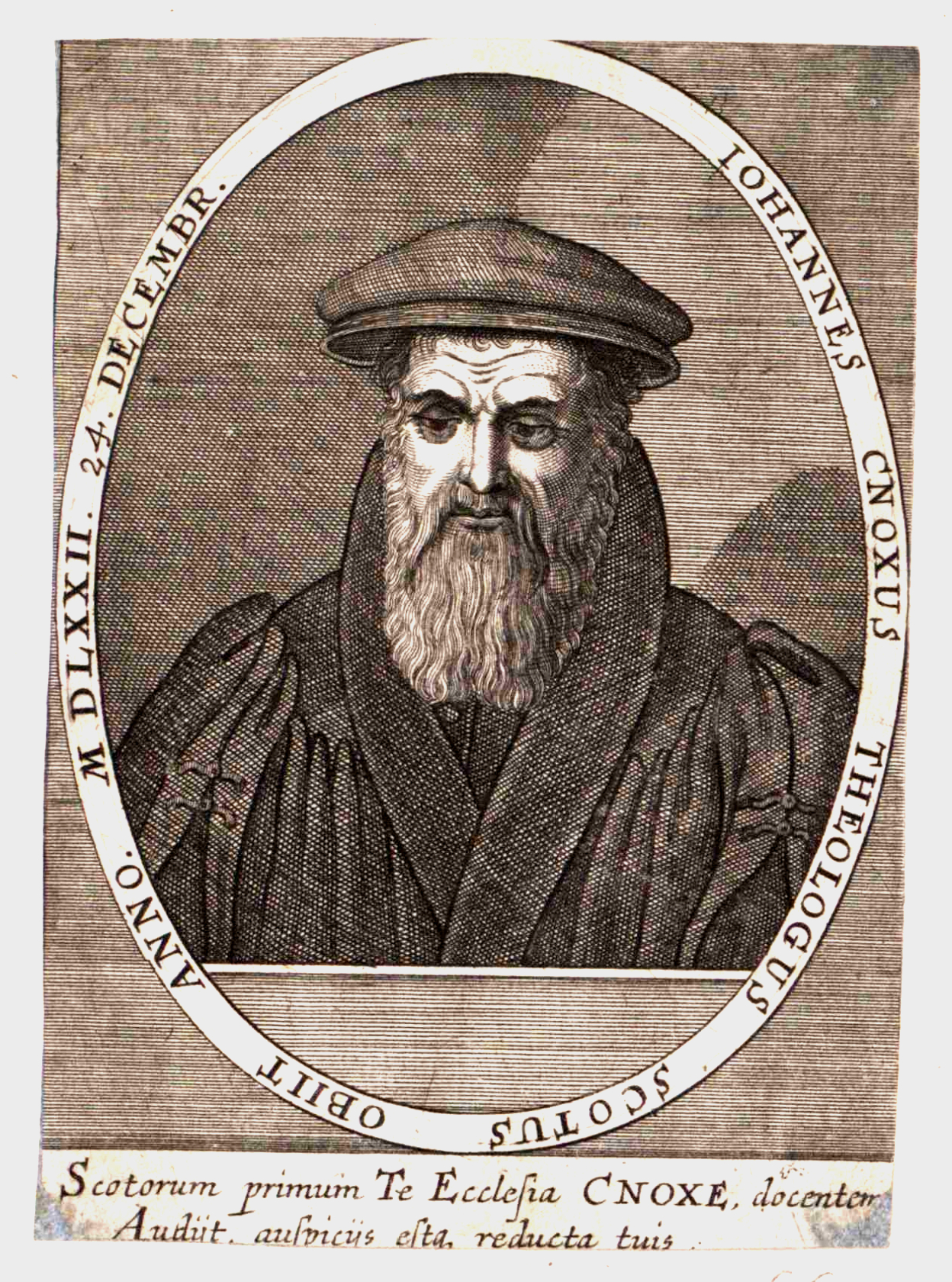
Портрет Джона Нокса (1572)

В Англии Нокс познакомился со своей женой Марджери Боуз (умерла около 1560 г.). Её отец, Ричард Боуз (умер в 1558 г.), был потомком старой семьи Дарем, а её мать, Элизабет Аск, была наследницей йоркширской семьи Аскес Ричмондширской. Элизабет Боуз предположительно встретила Нокса, когда тот работал в Бервике. Несколько писем свидетельствуют о тесной дружбе между ними. Неизвестно, когда Нокс женился на Марджери Боуз. Нокс пыталась также получить согласие семьи Боуз, но её отец и брат Роберт Боуз были против брака.
В конце 1550 года Нокс получил должность проповедника церкви Святого Николая в Ньюкасл-апон-Тайне. В следующем году он был назначен одним из шести королевских капелланов. 16 октября 1551 года Джон Дадли, 1-й герцог Нортумберленд, сверг герцога Сомерсета и стал новым регентом молодого короля. Нокс осудил государственный переворот в проповеди в День всех святых. Когда Дадли посетил Ньюкасл и слушал его проповедь в июне 1552 года, у него были смешанные чувства по поводу проповедника, высказывающего пламенные обвинения в его адрес, но он увидел в Ноксе большой потенциал. Нокса попросили приехать в Лондон, чтобы проповедовать перед королевским двором. В своей первой проповеди он выступал за изменение текста второго издания «Книги общей молитвы». Согласно второму изданию верующие были обязаны преклонять колени во время причастия. Нокс и другие капелланы считали это идолопоклонством. Это вызвало диспут, на который был вызван архиепископ Томас Кранмер, который должен был защищать эту практику. Конечным результатом стал компромисс: во второе издание была включена знаменитая «Чёрная Рубрика», которая провозглашала, что поклонение на коленях не является обязательным.
Вскоре после этого Дадли, который видел в Ноксе полезный политический инструмент, предложил ему епископство в Рочестере. Нокс отказался, и вернулся в Ньюкасл. 2 февраля 1553 г. Кранмеру было приказано назначить Нокса викарием церкви Всех Святых на Брэд-стрит в Лондоне, передав его под юрисдикцию епископа Лондона Николаса Ридли. Нокс вернулся в Лондон, чтобы прочесть проповедь перед королем и двором во время Великого поста, и снова отказался занять назначенный пост. Затем Нокса назначили проповедовать в Бакингемшире, и он оставался там до смерти Эдварда 6 июля. Преемница Эдуарда, Мария Тюдор, восстановила католицизм в Англии и восстановила мессу во всех церквях. Поскольку страна больше не была безопасной для протестантских проповедников, Нокс в январе 1554 года по совету друзей уехал на континент. Накануне отплытия он написал:

Когда-то я думал, что это невозможно избавиться от моей привязанности к Шотландии до такой степени, чтобы все государства и нации могли бы стать для меня одинаково дорогими. Но Боже, я хочу записать в свою совесть, что проблемы, существующие (и кажущиеся) в королевстве Англия, вдвое более печальны для моего сердца сейчас, чем когда-либо для меня были печальны проблемы Шотландии.
— 

### Из Женевы во Франкфурт и Шотландию (1554—1556)

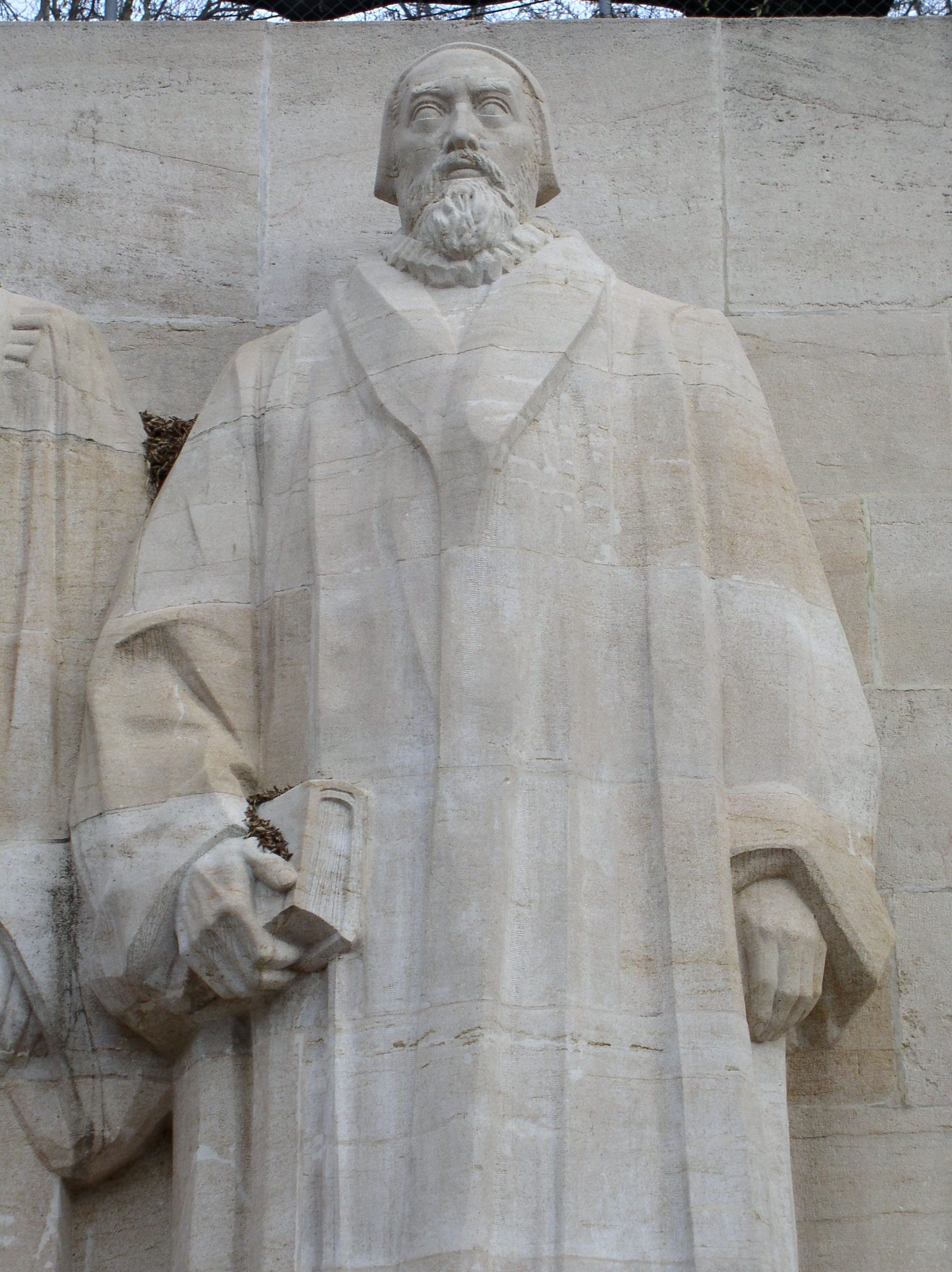
Статуя Джона Нокса на стене Реформации в Женеве

Нокс высадился в Дьепе, Франция, и продолжил путь в Женеву, где Реформацией руководил Жан Кальвин. Нокс задал Кальвину четыре трудных политических вопроса: может ли несовершеннолетний править с точки зрения Божественного права, может ли женщина править и передать власть своему мужу, должны ли люди подчиняться нечестивым или идолопоклонническим правителям и чью сторону должны принять благочестивые люди, если они сопротивляются идолопоклоннической власти. Кальвин дал осторожные ответы и направил его к швейцарскому реформатору Генриху Буллингеру в Цюрих. Ответы Буллингера были столь же осторожными; но Нокс уже принял решение. 20 июля 1554 г. он опубликовал трактат, критикующий Марию Тюдор и епископов, которые её короновали В этом трактате он также напал на императора Священной Римской империи Карла V, называя его «не меньшим врагом Христа, чем Нерон».
В письме от 24 сентября 1554 года Нокс получил приглашение от общины английских беженцев во Франкфурте стать одним из их пасторов. С благословения Кальвина он принял предложение. Но как только Нокс прибыл, он сразу был втянут в конфликт. Первая группа беженцев, прибывшая во Франкфурт, приняла реформатскую литургию и использовала модифицированную версию «Книги общей молитвы». Однако недавно прибывшие беженцы, в том числе Эдмунд Гриндал, будущий архиепископ Кентерберийский, высказались за более строгое применение книги. Когда Нокс и его коллега Уильям Уиттингем обратились к Кальвину с просьбой дать совет, он посоветовал избегать споров. Поэтому Нокс на основе компромисса между двумя сторонами разработал временный порядок богослужения. Это хрупкое равновесие было нарушено, когда прибыла новая группа беженцев, в которую входил Ричард Кокс, один из главных авторов «Книги общих молитв». Кокс довел до сведения властей Франкфурта трактат Нокса с нападками на императора, и Ноксу посоветовали скрыться. Его отъезд из Франкфурта 26 марта 1555 г. ознаменовал окончательный разрыв с Англиканской церковью.
После своего возвращения в Женеву Нокс был назначен одним из пасторов. Тем временем Элизабет Боуз написала Ноксу письмо с просьбой вернуться к Марджери в Шотландию, что он и сделал в конце августа. Несмотря на первоначальные сомнения относительно состояния Реформации в Шотландии, Нокс обнаружил, что страна сильно изменилась в сторону лояльности к протестантизму с тех пор, как его увезли на галере в 1547 году. Когда он совершал поездку по различным частям Шотландии, проповедуя реформированные доктрины и литургию, многие из них с радостью принимали его, в том числе дворянство, включая двух будущих регентов Шотландии, графа Морей и графа Мар.
Хотя королева-регент Мария де Гиз не предприняла никаких шагов против Нокса, его действия вызвали обеспокоенность церковных властей. Епископы Шотландии считали его угрозой своему авторитету и вызвали его 15 мая 1556 года в Эдинбург на суд. Его сопровождали на суд столь многие влиятельные лица, что епископы решили отменить слушание. Теперь Нокс мог открыто проповедовать в Эдинбурге. Уильям Кейт, граф Маришаль, был впечатлен и призвал Нокса написать королеве-регенту. Необычайно уважительное письмо Нокса содержал призыв поддержать Реформацию и свергнуть старую церковную иерархию. Королева Мария восприняла это письмо как шутку и проигнорировала.

### Возвращение в Женеву (1556—1559)

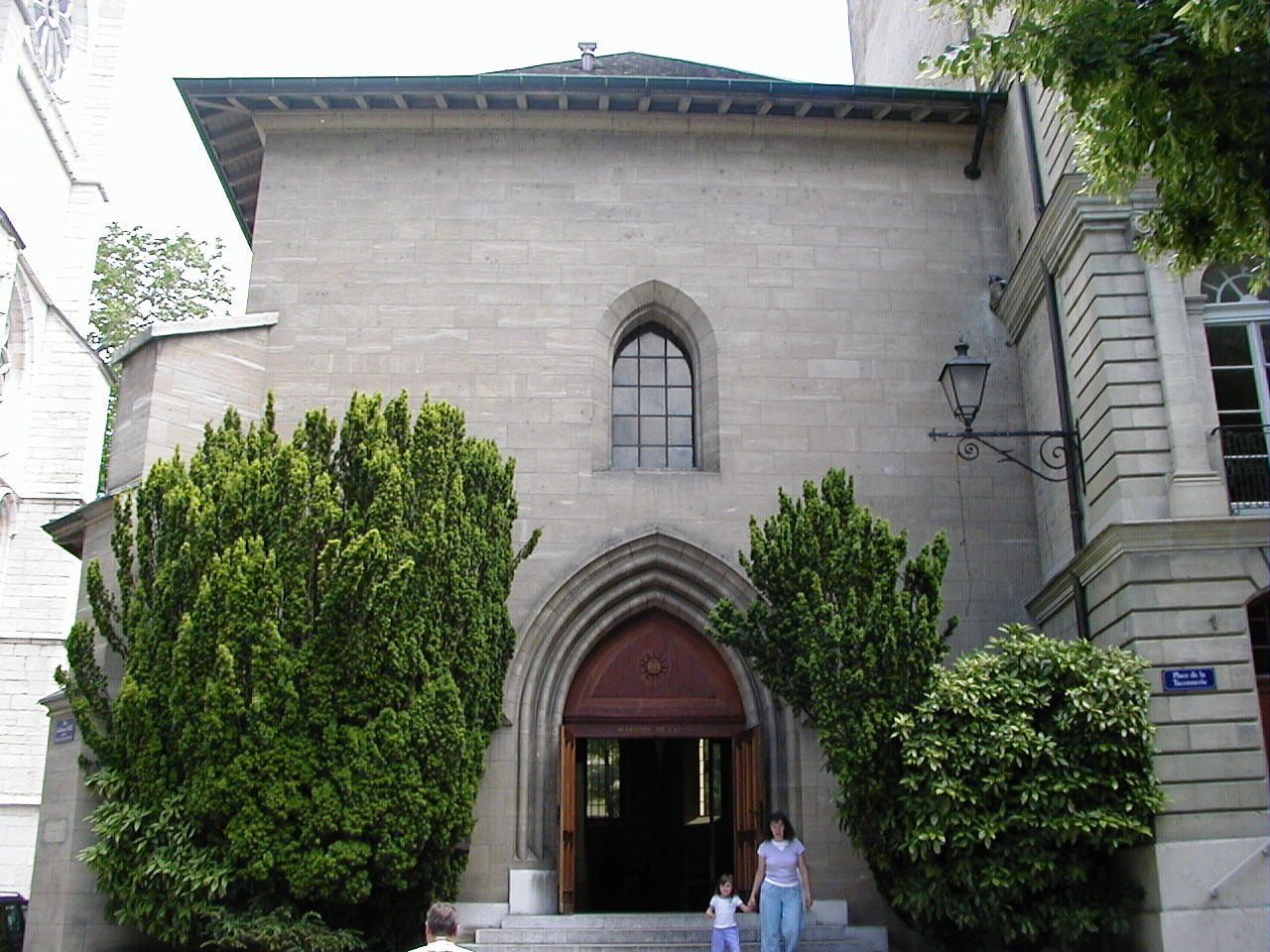
Auditoire de Calvin, где Нокс проповедовал в Женеве, 1556—1558

Вскоре после того, как Нокс отправил письмо королеве-регенту, он внезапно объявил, что считает своим долгом вернуться в Женеву. Причиной этому послужило следующее. В предыдущем году, 1 ноября 1555 г., община в Женеве избрала Нокса своим пастором, и он решил занять этот пост. Он написал последний совет своим сторонникам и покинул Шотландию с женой и тещей. Он прибыл в Женеву 13 сентября 1556 г.
Следующие два года он жил счастливой жизнью в Женеве. Он рекомендовал Женеву своим друзьям в Англии как лучшее место убежища для протестантов. В одном письме он написал:

Я не боюсь и не стесняюсь сказать, что это самая совершенная школа Христа, которая когда-либо существовала на земле со времен апостолов. В других местах также исповедуется вера во Христа; но нравы и религия так сильно изменились, я больше такого не видел нигде…
— 

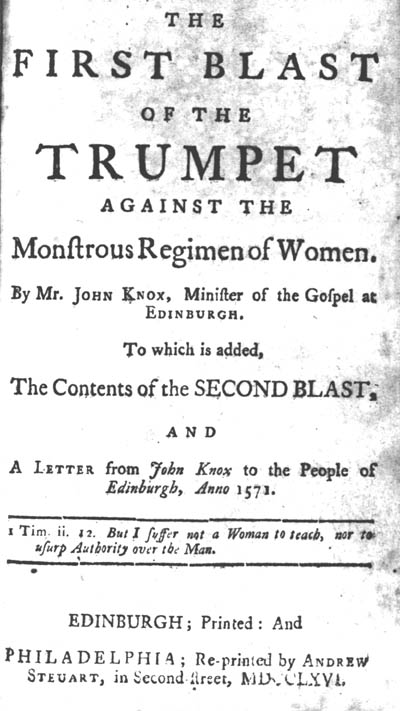
Титульный лист Первый трубный глас против чудовищного полка женщин издания 1766 года с модернизированным написанием

В Женеве Нокс вёл насыщенную жизнь. Он читал три проповеди в неделю, каждая продолжалась более двух часов. В богослужении использовалась литургия, взятая Ноксом и другими служителями из книги Кальвина Formes des Prières Ecclésiastiques. Церковь, в которой он проповедовал, Église de Notre Dame la Neuve, ныне известная как Auditoire de Calvin, была предоставлена городскими властями по просьбе Кальвина для использования английскими и итальянскими общинами. Два сына Нокса, Натаниэль и Элеазар, родились в Женеве, вместе с Уиттингемом и Майлзом Ковердейлом, их крестными отцами.

Летом 1558 года Нокс опубликовал свой самый известный трактат «Первый трубный глас против чудовищного правления женщин» (англ. The First Blast of the Trumpet Against the Monstruous Regiment of Women), в котором он писал: 
«Ставить женщину на любой руководящий пост над любой областью, нацией, городом, отвратительно, противоестественно, богохульно, это наиболее всего противоречит Божьей воле и здравому порядку, и в конечном счёте извращает хороший порядок, все добро и справедливость.»
Называя «режим» или правление женщин «чудовищным», он имел в виду, что это «неестественно». Нокс заявлял, что его цель состояла в том, чтобы продемонстрировать, «насколько отвратительны перед Богом империя или правление нечестивой женщины». Женщины-правительницы, которых имел в виду Нокс, были королева Англии Мария I и Мария де Гиз, вдовствующая королева Шотландии и регент от имени своей дочери Марии, королевы Шотландии. Эта библейская позиция не была необычной во времена Нокса; однако даже он осознавал, что трактат был опасным и подстрекательским. Поэтому он опубликовал его анонимно и не сказал о том Кальвину. Кальвин на знал о том, кто является автором документа ещё в течение года. В Англии трактат был официально осуждён королевским прокламацией. Положение документа осложнилось позже в том же году, когда Елизавета Тюдор стала королевой Англии. Хотя Нокс не имел в виду Елизавету, документ глубоко оскорбил её, и она так и не простила Нокса.
Когда на трон взошла королева-протестантка, английские беженцы в Женеве приготовились вернуться домой. Сам Нокс решил вернуться в Шотландию. Перед отъездом ему были оказаны различные почести, включая приглашение возвращаться и свободно проезжать через Женеву. Нокс уехал в январе 1559 г., но прибыл в Шотландию только 2 мая 1559 г. из-за отказа Елизаветы разрешить ему проезд через Англию.

### Революция и конец регентства (1559—1560)

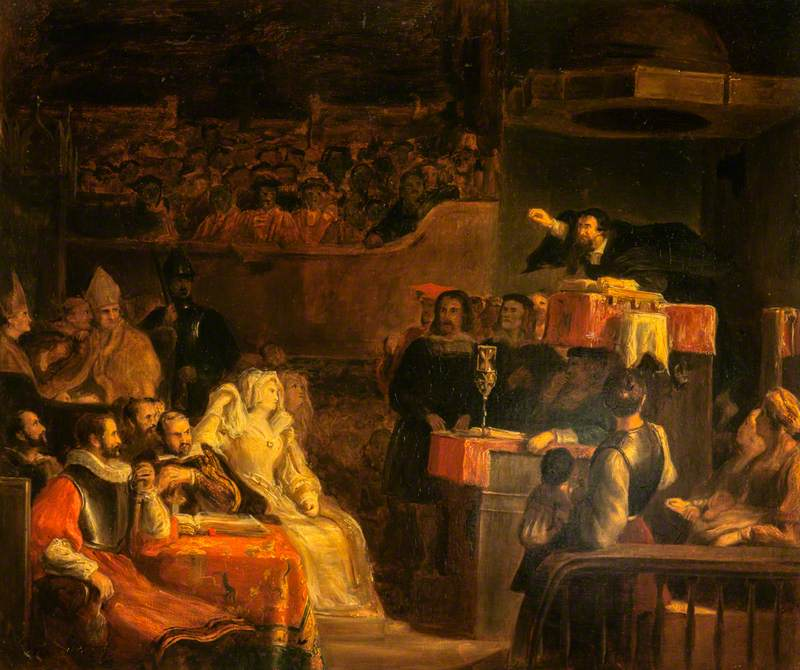
Проповедь Нокса перед лордами Конгрегации (в церкви Святого Андрея, 10 июня 1559), картина Дэвида Уилки

Через два дня после того, как Нокс прибыл в Эдинбург, он отправился в Данди, где собралось большое количество сторонников Реформации. Нокс был объявлен вне закона, и королева-регент вызвала протестантов в Стерлинг. Опасаясь возможных суда и казни, протестанты вместо этого отправились в Перт, город-крепость, который можно было защитить в случае осады. В церкви Святого Иоанна Крестителя Нокс произнес пламенную проповедь, и этот инцидент вылился в бунт. Толпа хлынула в церковь, и вскоре она была опустошена. Затем толпа напала на два городских монастыря, разграбив их сокровищницы и разбив иконы. Мария де Гиз собрала верных ей дворян и небольшую французскую армию. Она послала графа Аргайлла и лорда Морея предложить условия перемирия, чтобы предотвратить войну. Она пообещала не посылать французские войска в Перт, если протестанты эвакуируют город. Протестанты согласились, но когда королева-регент вошла в Перт, она разместила там гарнизон с шотландскими солдатами, которых содержало французское правительство. Лорд Аргайла и лорд Морей сочли это предательством и перешли на сторону Нокса, который теперь обосновался в Сент-Андрусе. Возвращение Нокса в Сент-Андрус было исполнением пророчества, которое он сделал на галерах, что однажды он снова будет проповедовать в той церкви. Когда он произнес проповедь, эффект был такой же, как в Перте. Люди занимались вандализмом и грабежами. В июне 1559 г. толпа протестантов, подстрекаемая проповедями Джона Нокса, разграбила собор; внутренняя часть здания была разрушена. После нападения собор пришёл в упадок и стал источником строительных материалов для города. К 1561 году он был заброшен и оставлен в руинах.

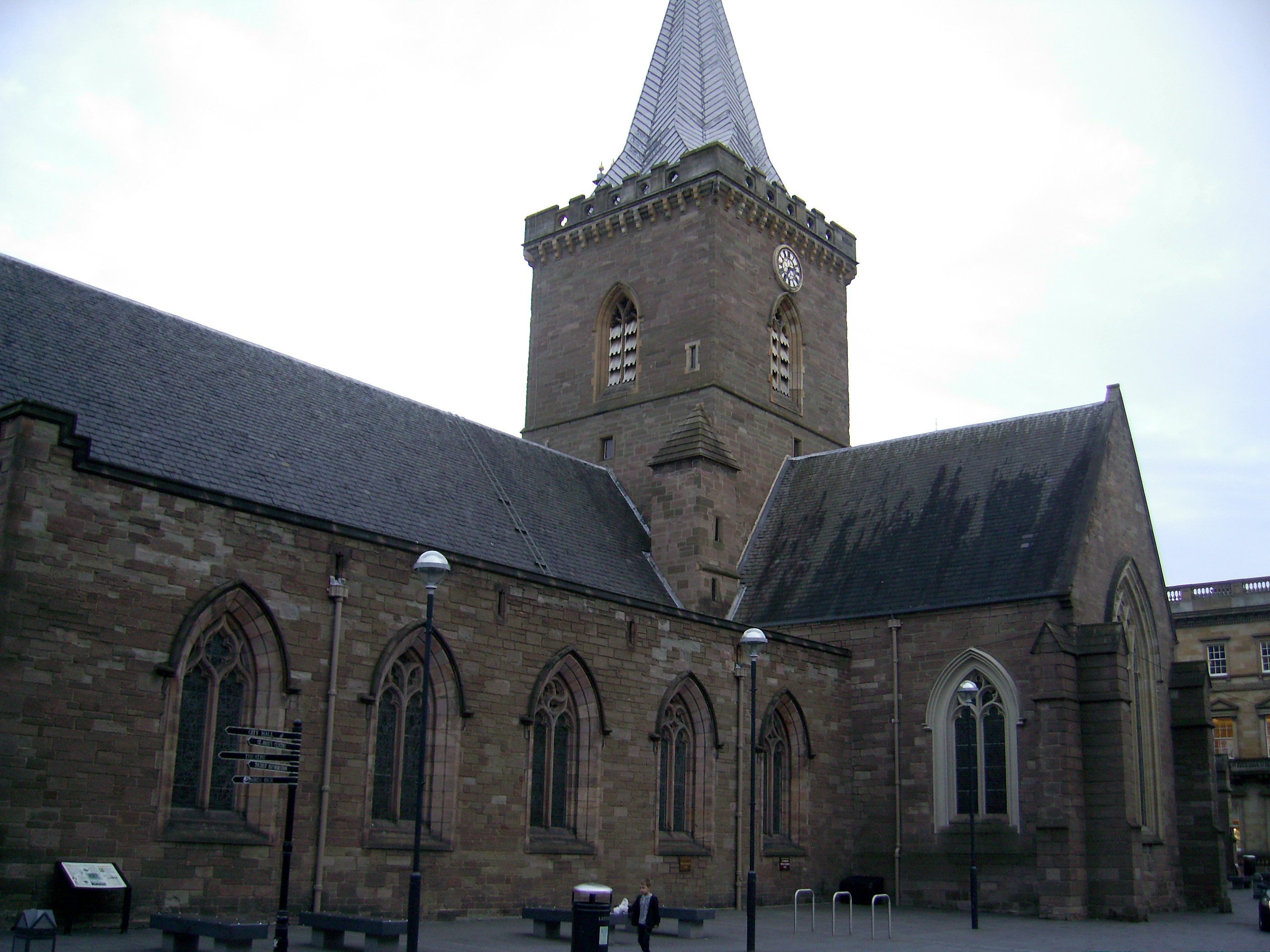
Пертская церковь Кирк Сент-Джонс сегодня

Когда из соседних графств прибыло протестантское подкрепление, королева-регент отступила в Данбар. К этому моменту волнение охватило центральную Шотландию. Даже войска были на грани мятежа. 30 июня протестантские лорды Конгрегации заняли Эдинбург, хотя им удалось удерживать его только месяц. Но ещё до их прибытия толпа уже разграбила церкви и монастыри. 1 июля Нокс проповедовал с кафедры Сент-Джайлса, самого влиятельного в столице собора. Лорды Конгрегации договорились о своём уходе из Эдинбурга, подписав 25 июля 1559 года статьи Лейта, и Мария де Гиз обещала свободу совести.
Нокс знал, что королева-регент попросит помощи у Франции. Поэтому он письменно договорился под вымышленным именем Джон Синклер с Уильямом Сесилом, главным советником Елизаветы, о поддержке со стороны Англии. В конце июля Нокс тайно отплыл в Линдисфарн, что у северо-восточного побережья Англии, чтобы встретиться с Джеймсом Крофтом и сэром Генри Перси в Берик-апон-Туид. Нокс вел себя нескромно, и новости о его миссии вскоре достигли Марии де Гиз. Он вернулся в Эдинбург, сказав Крофту, что он должен вернуться к своей пастве, и предложил Генриху Балнавзу пойти к Сесилу.
Когда вновь прибывшие французские войска прибыли в Лит, морской порт Эдинбурга, протестанты оставили Эдинбург. На этот раз, 24 октября 1559 года, шотландская знать официально отстранила Марию де Гиз от регентства. Её секретарь Уильям Мейтланд из Летингтона перешёл на сторону протестантов. Имея нестандартные административные способности, он взял на себя политическое руководство восстанием, освободив Нокса для решения религиозных задач. На заключительном этапе революции Мейтленд обратился к шотландскому патриотизму для борьбы с французским господством. После Бервикского договора поддержка из Англии наконец прибыла, и к концу марта значительная английская армия присоединилась к шотландским протестантским силам. Внезапная смерть Марии де Гиз в Эдинбургском замке 10 июня 1560 года привела к прекращению боевых действий, подписанию Эдинбургского договора и выводу французских и английских войск из Шотландии. 19 июля Нокс провел национальную службу Благодарения в Сент-Джайлсе.

### Реформация в Шотландии (1560—1561)

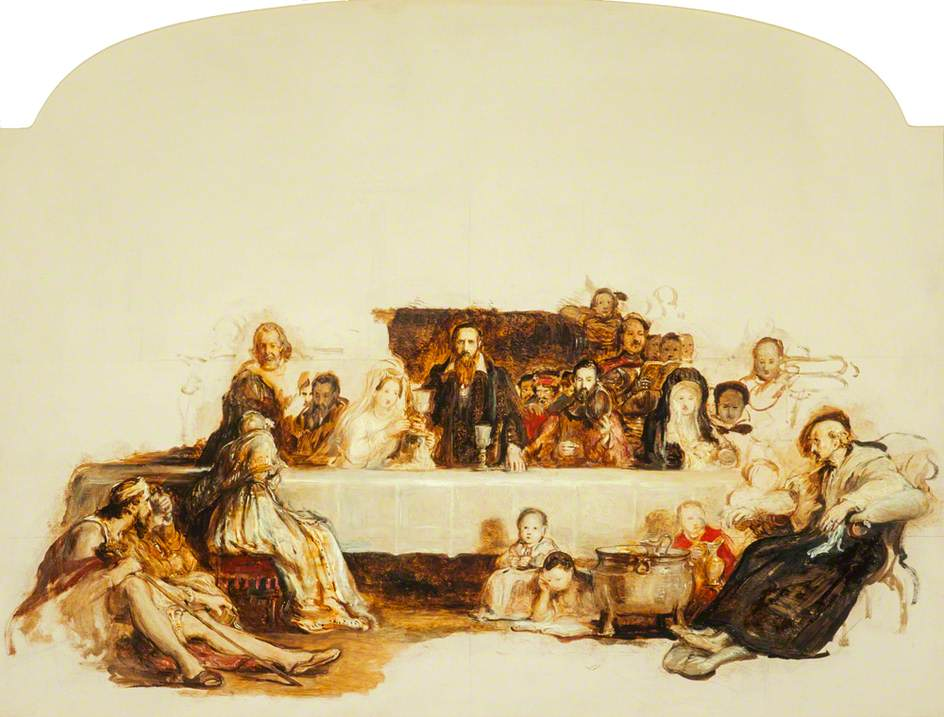
Джон Нокс проводит причастие в доме Колдера, картина Дэвида Уилки. Эта работа был дополнением к картине Проповедь Нокса перед лордами Конгрегации выше.

1 августа парламент Шотландии собрался для решения религиозных вопросов. Ноксу и пяти другим пасторам было предложено составить новое исповедание веры. В течение четырёх дней исповедание было составлено, представлено и одобрено. Через неделю парламент принял три закона за один день: первый отменил юрисдикцию римского папы в Шотландии, второй осудил все доктрины и практики, противоречащие реформатской вере, а третий запретил проведение мессы на территории страны. Перед роспуском парламента Ноксу и другим пасторам было поручено сформулировать иерархию и порядок недавно реформированной церкви, которую назвали Кирк. В течение нескольких месяцев они работали над «Книгой дисциплины», документом, описывающим организацию новой церкви. В этот период, в декабре 1560 года, жена Нокса, Марджери, умерла, оставив Нокса заботиться о своих двух сыновьях возраста трёх с половиной и двух лет. Жан Кальвин, потерявший собственную жену в 1549 году, написал письмо с соболезнованиями.
Парламент вновь собрался 15 января 1561 года для рассмотрения «Книги дисциплины». Книга утверждала Кирк на демократических принципах. Каждая община имела право выбирать или отвергать своего пастора, но как только он был избран, его уже нельзя было уволить. Каждый приход должен был находиться по мере возможностей на самообеспечении. Епископов заменили от десяти до двенадцати «суперинтендантов». План включал систему национального общего образования. Определённые области права были переданы церковной власти. Однако парламент не одобрил план, в основном по финансовым причинам. Кирк должна была финансироваться из имущества Римско-католической церкви в Шотландии. Большая часть этого имущества уже была в руках знати, которая не хотела отдавать его. Окончательное решение по плану было отложено из-за предстоящего возвращения Марии, королевы Шотландии.

### Нокс и королева Мария (1561—1564)
19 августа 1561 года в Лите был произведён выстрел, который объявил о прибытии королевы Марии в Шотландию. Когда пять дней спустя она присутствовала на мессе, проводимой в королевской часовне в Холирудском дворце, это вызвало протест. На следующий день она провозгласила, что не намерена отменять религиозные реформы и что её слуги не должны волноваться. Многие дворяне удовлетворились этим, но не Нокс. В следующее воскресенье он выступил с кафедры церкви Сент-Джайлс. В результате всего через две недели после своего возвращения Мария вызвала Нокса. Она обвинила его в подстрекательстве к восстанию против её матери и написании книги против её собственного авторитета. Нокс ответил, что до тех пор, пока её подданные находят её правление приемлемым, он готов принять это правление, отметив, что сам апостол Павел был готов жить под правлением Нерона. Однако Мария отметила, что он писал против самого принципа женского правления. Он ответил, что её не должно беспокоить то, что никогда не причиняло ей вреда. Когда Мария спросила Нокса, имеют ли подданные право сопротивляться своему правителю, он ответил, что, если монархи превысят свои законные права, им можно будет противостоять даже силой.

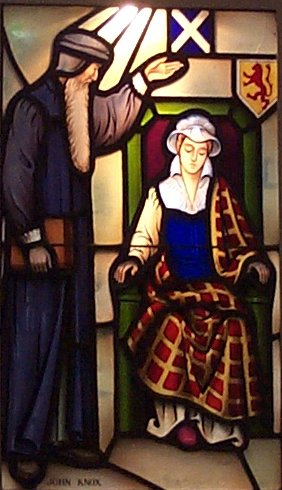
Витраж, на котором Джон Нокс упрекает Марию, королеву Шотландии

13 декабря 1562 года Мария снова послала за Ноксом после того, как он произнёс проповедь, осуждающую определённые праздники. Она обвинила реформатора в том, что проповедь непочтительно отзывалась о королеве, выставляя её в неприглядном свете перед подданными. После того, как Нокс дал объяснения сказанному, Мария заявила, что она не винит Нокса в разногласиях, и попросила, чтобы в будущем, если он услышит о ней что-нибудь, что ему не понравится, он приходил к ней напрямую. Несмотря на этот дружеский жест, Нокс ответил, что он продолжит высказывать свои убеждения в своих проповедях и не будет ждать встречи с ней.
Во время Пасхи 1563 года некоторые священники в Айршире отслужили мессу, тем самым нарушив закон. Протестанты попытались сами обеспечить соблюдение закона, задержав этих священников. Это побудило Марию вызвать Нокса в третий раз. Она попросила Нокса использовать своё влияние для поощрения религиозной терпимости. Он защитил действия протестантов и отметил, что королева обязана соблюдать законы, а если она не будет этого делать, то это сделают другие. Мария согласилась привлечь священников к ответственности, чем удивила Нокса.
Самое драматичное общение Марии и Нокса произошло 24 июня 1563 года. Мария вызвала Нокса в Холируд, узнав, что он проповедовал против её возможного брака с доном Карлосом, сыном Филиппа II Испанского. Мария начала отчитывать Нокса, затем расплакалась. «Какое у вас отношение к моему браку?» — спросила она. Он отметил, что, хотя он не был знатным по происхождению, у него была такая же обязанность, как и у любого другого, — предупреждать об опасностях для королевства. Когда Мария снова начала плакать, он сказал: «Мадам, в присутствии Бога я говорю: мне никогда не нравился плач какого-либо из созданий Бога; да, я едва могу терпеть слезы моих собственных мальчиков, которые утирает моя собственная рука, намного меньше могу я радоваться плачу вашего величества». Он добавил, что он, однако, скорее вытерпит её слезы, чем промолчит и «предаст свою Конгрегацию». После этого Мария приказала ему выйти из комнаты.
Последняя встреча Нокса с Марией была вызвана инцидентом в Холируде. Во время своего летнего путешествия в 1563 году, когда её не было в Эдинбурге, толпа ворвалась в её  часовню, из-за того что там проводилась месса. В ходе конфликта жизнь священника оказалась под угрозой. В результате два главаря, горожане Эдинбурга, должны были предстать перед судом 24 октября 1563 года. Чтобы защитить этих людей, Нокс разослал письма, призывающие дворян собраться. Мария получила одно из этих писем и спросила своих советников, не является ли это изменой. Стюарт и Мейтленд, желая сохранить хорошие отношения как с Кирк, так и с королевой, попросили Нокса признать, что он был неправ, и тихо уладить этот вопрос. Нокс отказался, и защищался перед Марией и Тайным советом. Он утверждал, что созвал законное, а не незаконное собрание в рамках своих обязанностей пастора Кирк. После того, как он ушёл, советники проголосовали за то, чтобы не обвинять его в измене.

### Последние годы в Эдинбурге (1564—1572)

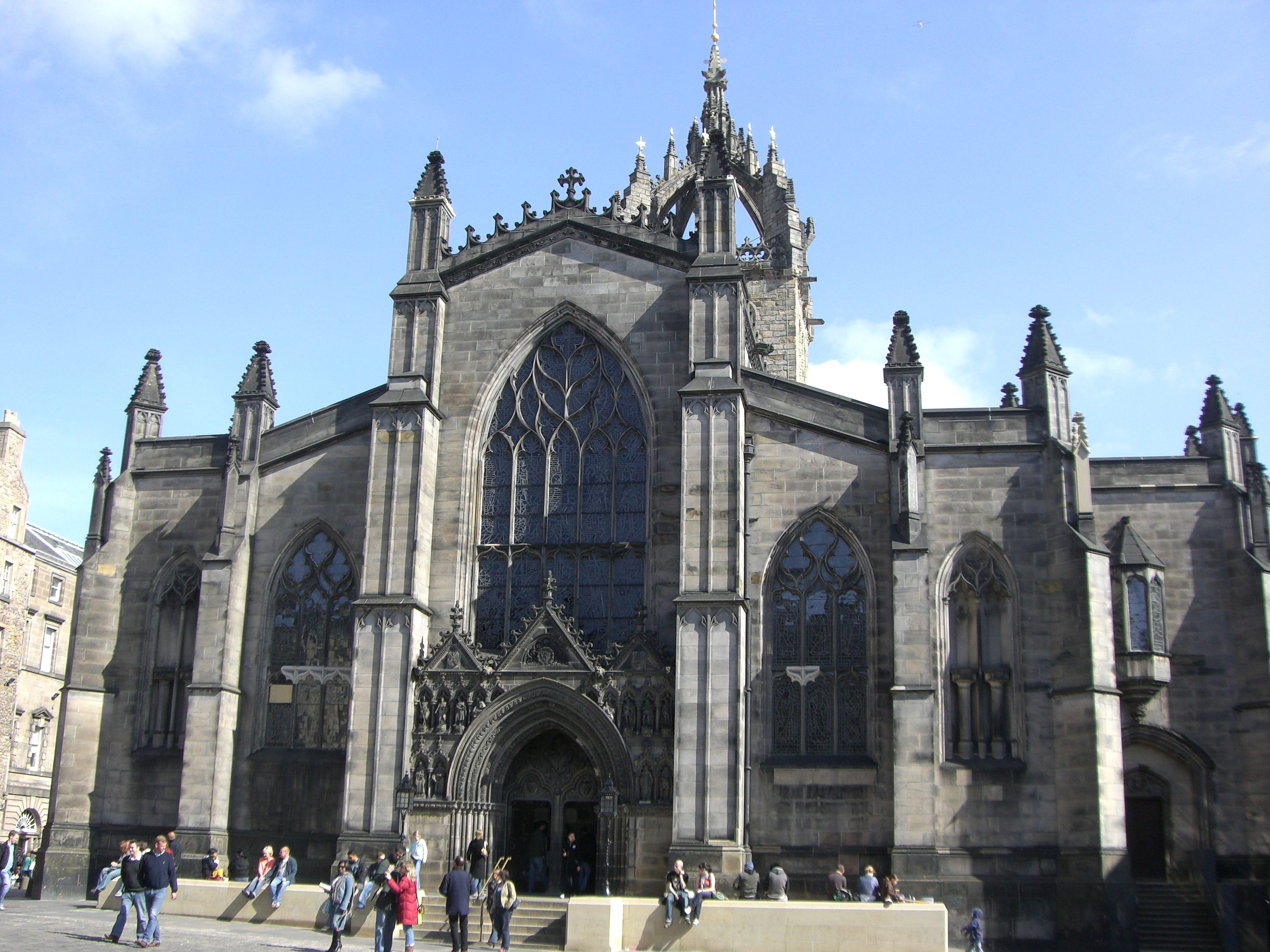
Эдинбургский собор, в которой Нокс был пастором с 1560 по 1572

26 марта 1564 года Нокс снова оказался причиной разногласий, когда женился на Маргарет Стюарт, дочери старого друга Эндрю Стюарта, 2-го лорда Охилтри, члена семьи Стюарт и дальнего родственника королевы Марии Стюарт. Брак был необычным, потому что он был вдовцом пятидесяти лет, а невесте было всего семнадцать. Об их семейной жизни известно очень мало. У них было три дочери, Марта, Маргарет и Элизабет.
Когда в июне 1564 года собралась Генеральная Ассамблея, между Ноксом и Мейтлендом вспыхнул спор по поводу власти гражданского правительства. Мейтленд посоветовал Ноксу воздержаться от подогрева эмоций по поводу настойчивого требования Марии проводить мессу, и он процитировал Мартина Лютера и Жана Кальвина о послушании земным правителям. Нокс возразил, что в Библии отмечается, что Израиль был наказан, когда последовал за неверным царём, и что континентальные реформаторы опровергают аргументы анабаптистов, отвергающих все формы правления. Дебаты показали, что его влияние на политические события уменьшается, поскольку знать предпочла поддержать Марию.
29 июля 1565 года, когда Мария вышла замуж за Генриха Стюарта, лорда Дарнли, некоторые из протестантских дворян, в том числе Джеймс Стюарт, 1-й граф Морей, подняли восстание. Во время своей проповеди в присутствии нового принца-консорта 19 августа 1565 Нокс также высказал возражение. Он намекал на нечестивых правителей, что заставило Дарнли выйти. Нокса вызвали и запретили проповедовать, пока двор находился в Эдинбурге.

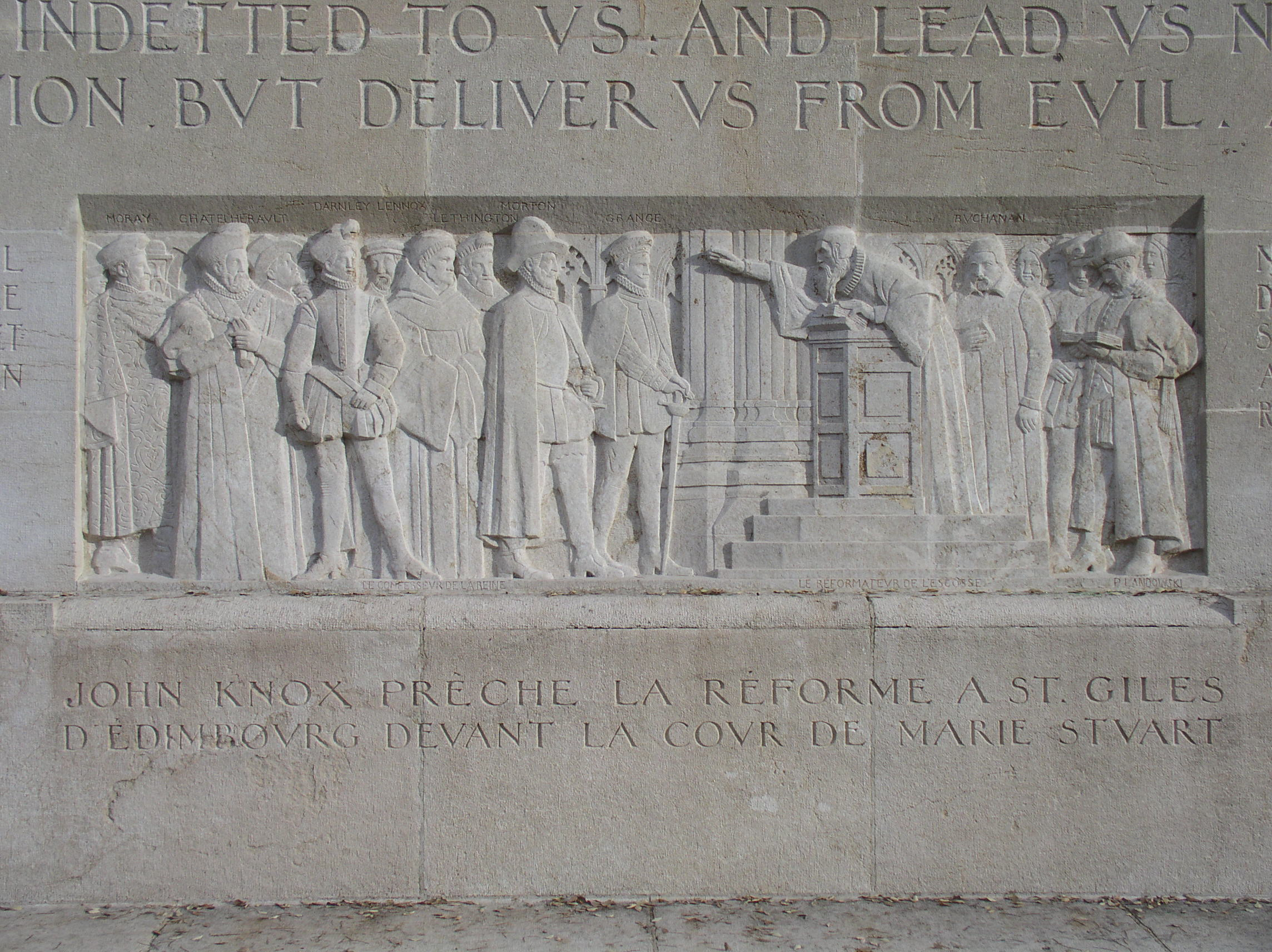
Барельеф, на котором изображена проповедь Джона Нокса в Сент-Джайлсе в Эдинбурге перед двором Марии Стюарт. Слева направо: Джеймс Стюарт (Морей), Джеймс Гамильтон (Шательро), лорд Дарнли, Мэтью Стюарт (Леннокс), Уильям Мейтланд (Летингтон), Уильям Кирколди, Джеймс Дуглас (Мортон), Нокс и Джордж Бьюкенен. Расположен на Стене реформаторов в Женеве.

9 марта 1566 года секретарь Марии, Давид Риччо, был убит заговорщиками, верными Дарнли. Мария сбежала из Эдинбурга в Данбар и 18 марта вернулась со значительной армией. Нокс сбежал в Кайл в Эйршире, где завершил большую часть своего труда «История Реформации в Шотландии». Вернувшись в Эдинбург, он обнаружил, что протестантская знать разделилась во мнениях по поводу того, что делать с Марией. Лорд Дарнли был убит, и королева почти сразу же вышла замуж за главного подозреваемого, графа Ботвелла. Таким образом, ей было предъявлено обвинение в убийстве, она была вынуждена отречься от престола и была заключена в тюрьму в замке Лохливен. Лорд Морей стал регентом короля Якова VI. Другие старые друзья Нокса, лорд Аргайл и Уильям Кирколди, поддержали Марию. 29 июля 1567 года Нокс проповедовал на коронации Якова VI в церкви в Стерлинге. В этот период Нокс в своих проповедях сильно критиковал Марию, даже призывая её казнить. Однако Марии была сохранена жизнь, и 2 мая 1568 года она сбежала.
Боевые действия в Шотландии вылились в гражданскую войну. Лорд Морей был убит 23 января 1570 года. Его преемник, граф Леннокс, также стал жертвой войны. 30 апреля 1571 года комендант Эдинбургского замка Кирколди из Грейнджа приказал всем врагам королевы покинуть город. Но для Нокса, своего бывшего друга и товарища-раба на галерах, он сделал исключение. Если Нокс не уедет, он может остаться в Эдинбурге, но только если останется пленником в замке. Нокс решил уехать, и 5 мая он уехал в Сент-Эндрюс. Он продолжал проповедовать, разговаривал со студентами и работал над своей «Историей Реформации в Шотландии». В конце июля 1572 года, после заключения перемирия, он вернулся в Эдинбург. Несмотря на то, что к этому времени он сильно ослаб, он продолжал проповедовать в Сент-Джайлсе.
После назначения Джеймса Лоусона Абердина своим преемником на должность пастора Сент-Джайлса 9 ноября Нокс в последний раз вернулся в свой дом. В окружении своих друзей и некоторых из знатнейших шотландских аристократов он попросил прочитать ему Библию вслух. В последний день его жизни, 24 ноября 1572 года, его молодая жена прочитала ему первое послание апостола Павла к Коринфянам. Джеймс Дуглас, 4-й граф Мортон и недавно избранный регент Шотландии произнёс проповедь на могиле Нокса на кладбище Сент-Джайлс, в которой были такие слова: «Здесь лежит тот, кто никогда не боялся плоти». После разрушения кладбища в 1633 году точное место захоронения Нокса было утеряно.

### Наследие

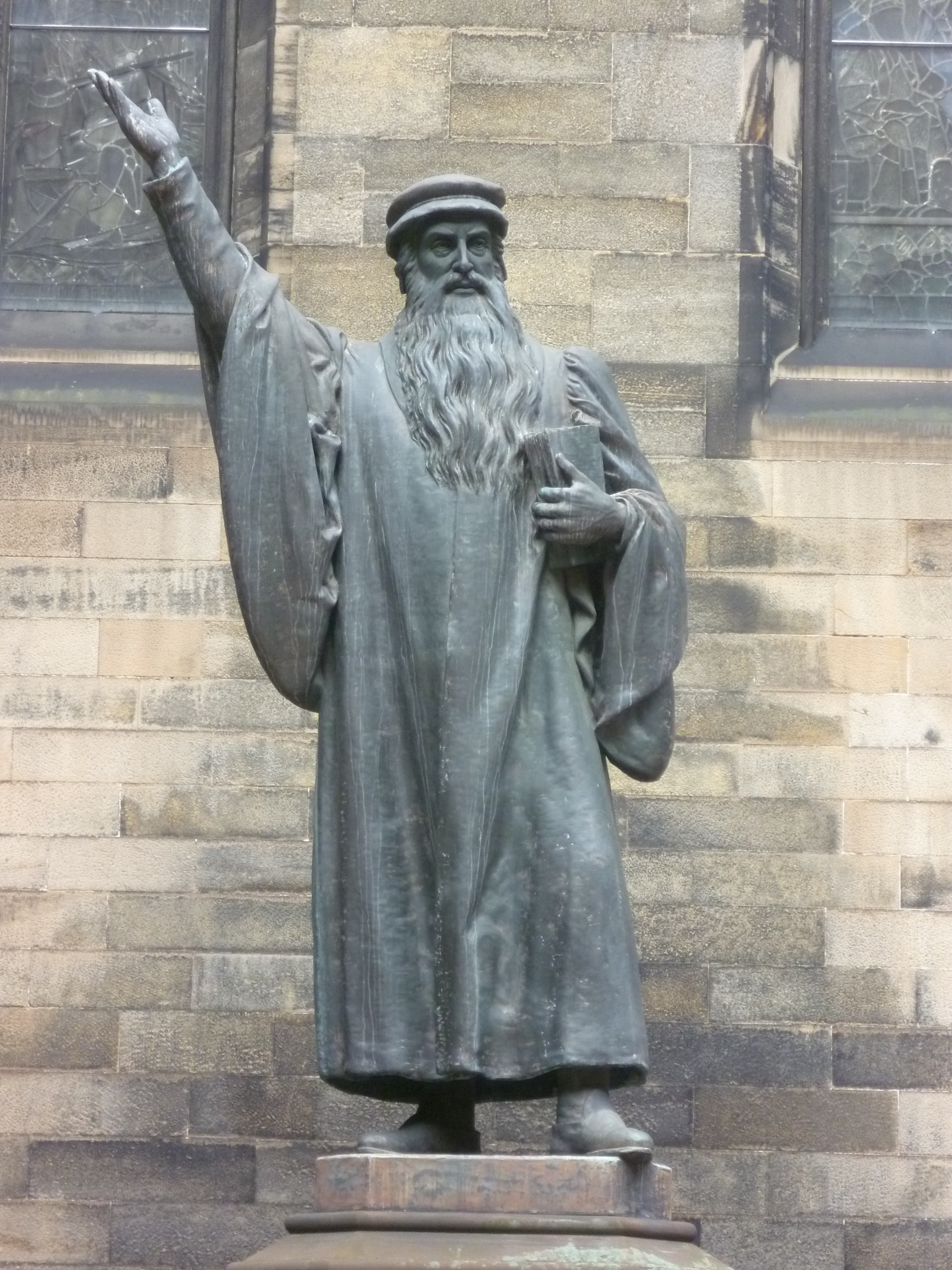
Статуя Нокса в Нью Колледж (Эдинбург), работы Джона Хатчисона

В своём завещании Нокс сказал: «Никого я не подкупил, никого не обманул; торговлей я не занимался». Ничтожная сумма денег, которую Нокс завещал своей семье, настолько малая, что оставила бы их в ужасной нищете, показала, что он в самом деле не получил никакой прибыли от своего служения в Кирк. Регент, лорд Мортон, попросил Генеральную Ассамблею продолжать выплачивать его жалование вдове в течение одного года после его смерти, и сам обеспечил приличную поддержку детей Нокса.
У Нокса остались пятеро детей и вторая жена. Натаниэль и Елеазар, двое его сыновей от первой жены, посещали колледж Святого Иоанна в Кембридже. Натаниэль стал членом церкви Святого Иоанна, но умер в начале 1580 года. Елеазар был рукоположён священником англиканской церкви и служил в приходе Большой Клактон. Он также умер молодым и был похоронен в часовне колледжа Святого Иоанна в 1591 годуDawson, 2015, p. 311. Вторая жена Нокса, Маргарет Стюарт, снова вышла замуж за Эндрю Кера, одного из тех, кто причастен к убийству Дэвида Риццио. Три дочери Нокса также вышли замуж: Марта за Александра Фэрли; Маргарет — за Захари Понту, сына Роберта Понта и брата Тимоти Понта; и Элизабет за Джона Уэлша, пастора Кирк.
В то время смерть Нокса осталась практически незамеченной. Хотя на его похоронах присутствовала знать Шотландия, ни один крупный политик или дипломат не упомянул его смерть в своих письмах. Мария, королева Шотландии, в своих письмах упоминала его только дважды. Однако правители опасались идей Нокса больше, чем самого Нокса. Он был успешным реформатором, и именно эта философия реформации оказала большое влияние на английских пуритан. Его также описывают, как человека, который внёс значительный вклад в борьбу за свободу человека, внушив ему долг противостоять несправедливому правительству, чтобы добиться моральных и духовных изменений. Его эпитафия гласит: «Здесь лежит тот, кто так боялся Бога, что никогда не боялся человека». Это ссылка на Мф. 10:28.
Нокс был известен не столько свержением римского католицизма в Шотландии, сколько обеспечением замены католической веры пресвитерианством, а не англиканством. Именно благодаря Ноксу было установлено пресвитерианское государство, хотя потребовалось 120 лет после его смерти, чтобы оно было окончательно закреплено в 1689 году. Нокс считается основателем пресвитерианской деноминации, количество членов которой насчитывает миллионы людей по всему миру.
Бюст Нокса, сделанный Дэвидом Уотсоном Стивенсоном, находится в зале героев в башне Уоллеса в Стерлинге.

## Сочинения
- An Epistle to the Congregation of the Castle of St Andrews; with a Brief Summary of Balnaves on Justification by Faith (1548), «Послание Конгрегации замка Сент-Андрюс; с кратким изложением учения об оправдании верой»
- A Vindication of the Doctrine that the Sacrifice of the Mass is Idolatry (1550), «Подтверждение доктрины о том, что жертвоприношение мессы есть идолопоклонство»
- A Godly Letter of Warning or Admonition to the Faithful in London, Newcastle, and Berwick (1554), «Благочестивое письмо предупреждения и увещания верующим в Лондоне, Ньюкасле и Бервике»
- Certain Questions Concerning Obedience to Lawful Magistrates with Answers by Henry Bullinger (1554), «Некоторые вопросы, касающиеся повиновения законным властям, с ответами Генриха Буллингера»
- A Faithful Admonition to the Professors of God’s Truth in England (1554), «Верное наставление проповедникам Божьей истины в Англии»
- A Narrative of the Proceedings and Troubles of the English Congregation at Frankfurt on the Maine (1554—1555), «Рассказ о положении дел и проблемах английской конгрегации во Франкфурте-на-Майне»
- A Letter to the Queen Dowager, Regent of Scotland (1556), «Письмо вдовствующей королеве, регенту Шотландии»
- A Letter of Wholesome Counsel Addressed to his Brethren in Scotland (1556), «Письмо с полезными советами адресованное братьям в Шотландии»
- The Form of Prayers and Ministration of the Sacraments Used in the English Congregation at Geneva (1556), «Форма молитв и совершения таинств, используемая в английской конгрегации в Женеве»
- The First Blast of the Trumpet Against the Monstruous Regiment of Women[англ.] (1558), «Первый трубный глас против чудовищного правления женщин»
- A Letter to the Queen Dowager, Regent of Scotland: Augmented and Explained by the Author (1558), «Письмо вдовствующей королеве, регенту Шотландии: дополненное и объясненное автором»
- The Appellation from the Sentence Pronounced by the Bishops and Clergy: Addressed to the Nobility and Estates of Scotland (1558), «Апелляция приговора, вынесенного епископами и духовенством: адресовано знати и сословиям Шотландии»
- A Letter Addressed to the Commonalty of Scotland (1558), «Письмо, адресованное общинам Шотландии»
- On Predestination in Answer to the Cavillations by an Anabaptist (1560), «О предопределении в ответ на кавилляции анабаптистов»
- The History of the Reformation in Scotland[англ.] (1586—1587), «История Реформации в Шотландии»

## В культуре
- В телесериале «Царство» роль Джона Нокса исполнил Джонатан Гоад.
- В фильме «Две королевы» роль Джона Нокса исполнил Дэвид Теннант.

## Комментарии
1. ↑  Пока Дэвид Хэй Флеминг не опубликовал новое исследование в 1904 году, считалось, что Джон Нокс родился в 1505 году. Хэй Флеминг пришел к выводу, что Нокс родился между 1513 и 1515 годами. Источники, использующие эту дату, включают [5] и [6]. Ридли отмечает, что дополнительные исследования подтверждают более позднюю дату, которая теперь общепризнана историками. Однако в некоторых недавних книгах на более общие темы все еще указывается более ранняя дата его рождения или широкий диапазон дат; например: Arthur. F. Kinney и David. W. Swain (eds.)(2000), Tudor England: an Encyclopedia, с. 412 (указана дата между 1505 и 1515); M. E. Wiesner-Hanks (2006), Early Modern Europe, 1450–1789, Cambridge University Press, с. 170 (указан 1505?); и Michael. A. Mullet (1989), Calvin, Routledge, с. 64 (указан 1505)[7][8].
2. ↑  По словам МакГрегора, в записях поступивших в университет Глазго студентов в 1522 фигурирует некий "Джон Нокс". Однако имя Джон Нокс было тогда довольно распространённым, и уверенно идентифицировать студента Глазго как будущего реформатора нельзя. Известно, что Джон Мейджор преподавал в Университете Глазго, а затем в Университете Сент-Эндрюс. Учитывая дату рождения, рассчитанную Флемингом, Джон был бы слишком молод, чтобы учиться в Глазго в то время, когда Мейджор преподавал там. Время, когда Мейджор преподавал в Сент-Эндрюсе, согласуется как с тем, что Нокс уже должен был иметь соответствующий возраст, так и с заявлением, сделанным Теодором Безой, что Нокс обучался у Мейджора в Сент-Эндрюсе[7]
3. ↑  Титульный лист. По словам Ридли, этот портрет считается написанным по памяти фламандским художником Адрианом Вансоном и отправлен Питером Янгом (наставником), помощником Джорджа Бьюкенена, Безе [15].
4. ↑  Рид предполагает, что некоторые из друзей Нокса обращались к королю Франции. Ридли предполагает, что здоровье Нокса настолько ухудшилось, что он стал бесполезен для галер. Среди других теорий - [47], которая утверждает, что его освобождение и безопасную транспортировку в Лондон организовал Сомерсет. Другая теория [48] предполагает, что Сомерсет провел обмен пленными, среди которых Нокс, чтобы вернуть английских военных экспертов, захваченных в Сент-Эндрюсе[49][50].
5. ↑  Jordan, W. K., The Chronicle and Political Papers of Edward VI, London (1966), p.38, Эдвард VI писал, что заключённые были предварительно освобождены его стараниями: CSP Scotland, vol.1 (1898), p.175 no. 347, Инструкции для Холкрофта, Харингтона и Леке, 19 мая 1549 г., предлагали обмен всех оставшихся кастильских пленников.
6. ↑  Рид отмечает, что письма Нокса к Элизабет изменились в январе 1553 года, когда он начал обращаться к ней как к своей матери, а не к сестре. Он предполагает, что в том же месяце Нокс был обручен с Марджери[61][62].
7. ↑  Трактат называется «Верное наставление проповедникам Божьей истины в Англии» (англ. A Faithful Admonition unto the Professors of God’s Truth in England).
8. ↑  Согласно [78], Элизабет сообщила Ноксу, что ее муж Ричард умер. Однако, согласно [79], Ричард умер только в 1558 году, что означает, что Элизабет оставила своего мужа, чтобы пойти с Марджери и Ноксом.
9. ↑  Переиздание порядка богослужения «Формы молитв при совершении таинств, используемых в английской конгрегации в Женеве» (1556 г.) включено в книгу Лэйнга. По словам Лэйнга, этот порядок богослужения с некоторыми дополнениями в конечном итоге стал «Книгой общего порядка» Шотландской церкви в 1565 году[85].
10. ↑  [100], Vol. 2, The First Book of Discipline (1560)
11. ↑  Из пресвитерианской церкви Завета, Лонг-Бич, Калифорния, США